# خالد بن أحمد بن محمد آل خليفة
الشيخ خالد بن أحمد بن محمد آل خليفة (مواليد 24 أبريل 1960)، هو سياسي ودبلوماسي بحريني، يشغل حالياً منصب مستشار الملك للشؤون الدبلوماسية منذ 11 فبراير 2020 . وكان سابقاً وزيراً للخارجية خلال الفترة 26 سبتمبر 2005 حتى 11 فبراير 2020 وهو ثاني وزير خارجية في تاريخ مملكة البحرين.

## المؤهلات العلمية
- تلقى تعليمه الابتدائي والإعدادي في مدرسة الرفاع الغربي للبنين وأنهى المرحلة الثانوية في الكلية العلمية الإسلامية في عمّان بالأردن في عام 1978.
- 'نال شهادة البكالوريوس في التاريخ والعلوم السياسية من جامعة سانت إدوارد ولاية تكساس في عام 1984.
- عمل أثناء فترة دراسته كمتطوع في العديد من الحملات الانتخابية الأمريكية ومنها حملة الرئيس جيمي كارتر في عام 1980.

## الخبرة العملية
- انضم إلى وزارة الخارجية البحرينية بدرجة سكرتير ثالث في 1 مارس 1985.
- في الفترة من أغسطس 1985 وحتى نوفمبر 1994 التحق في سفارة البحرين في واشنطن وأوكل إليه خلالها الشؤون السياسية وشؤون الكونغرس والصحافة.
- عمل في مكتب نائب مجلس رئيس الوزراء وزير الخارجية منسقاً عاماً للخلاف الحدودي مع دولة قطر إضافة إلى العديد من المسؤوليات الأخرى في الفترة من يونيو 1995 وحتى أغسطس 2000.
- التحق بديوان صاحب السمو ولي العهد في أغسطس 2000 كمدير إدارة العلاقات العامة والمعلومات.
- شارك وحضر العديد من المؤتمرات والقمم والاجتماعات الدولية ضمن الوفود المرافقة ل صاحب السمو ولي العهد ونائب رئيس مجلس الوزراء وزير الخارجية إضافة إلى العديد من الزيارات الرسمية إلى العديد من دول العالم.
- في مايو 2001 منحه الملك حمد بن عيسى آل خليفة وسام البحرين من الدرجة الثانية تقديراً لعمله منسقاً عاماً للخلاف الحدودي مع دولة قطر.
- عين سفيراً لمملكة البحرين لدى كل من بلاط سانت جيمز (المملكة المتحدة) في 13 سبتمبر 2001، مملكة هولندا 20 مارس 2002، جمهورية إيرلندا 3 مايو 2002، مملكة النرويج 20 مايو 2002، مملكة السويد 13 نوفمبر 2003.
- صدر مرسوم بتعينه وزيرا للخارجية بتاريخ 26 سبتمبر 2005 وأستمر في المنصب حتى 11 فبراير 2020
- في 11 فبراير 2020 صدر أمر ملكي بتعينه مستشارا للملك للشؤون الدبلوماسية

## الحالة الاجتماعية
متزوج من الشيخة وصال بنت محمد آل خليفة.

## وصلات خارجية
- حكومة البحرين الالكترونية
- وزارة الخارجية